# Naturbadesee Lichtenberg
Der Naturbadesee Lichtenberg (auch: Naturbadesee Fischbachtal und Odenwaldidyll) ist ein kleines Stillgewässer in der Gemeinde Fischbachtal in Hessen.
Der fast genau rechteckige See ist ca. 60 m lang, ca. 25 m breit und etwa 0,15 ha groß. Er liegt auf etwa 195 m ü. NHN am Nordrand von Lichtenberg. Der See ist aus einem stillgelegten Steinbruch entstanden und ist ein Flachstausee. Gespeist wird er durch einen kleinen Bach, den Bach vom Eselsbrunnen. Dieser wird aus mehreren Quellen gespeist.
Ans Südufer heran reicht ein Campingplatz. Der Badesee existiert seit dem Jahre 1926; der Campingplatz seit 1953.
Das Areal ist über einen Abzweig von der durchs Fischbachtal führenden L 3102 her zu erreichen.